# Lijst van kunstschilders op alfabet
Dit is een lijst van kunstschilders gerangschikt op alfabet.
Zie ook:
chronologisch
- Lijst van kunstschilders naar geboortejaar
- Lijst van schilders uit de barok
- Lijst van kunstenaars uit de rococo

nationaliteit
- Lijst van Belgische kunstschilders
- Lijst van Chinese kunstschilders
- Lijst van Franse kunstschilders
- Lijst van Luxemburgse kunstschilders
- Lijst van Nederlandse kunstschilders
- Lijst van Roemeense kunstschilders
- Lijst van Russische kunstschilders

overig
- Lijst van kunstschilders op noodnaam
- Lijst van miniaturisten

school
- Antwerpse School
- School van Barbizon
- Bergense School
- Larense School
- Kunstenaarskolonie Worpswede
- Kunstenaarskolonie van Nagybánya

## A
- Niccolò dell'Abbate (ca. 1509/12-1571)
- Giuseppe Abbati (1836-1868)
- Lemuel Francis Abbott (ca. 1760-1802)
- Nicolai Abraham Abildgaard, ook wel: Abilgaard (1743-1809)
- Larry Abramson (1954)
- Andreas Achenbach (1815-1910)
- Oswald Achenbach (1827-1905)
- Lucas Achtschellinck (1626-1699)
- Elene Achvlediani (1898-1975)
- Max Ackermann (1887-1975)
- Albrecht Adam (1786-1862)
- Valerio Adami (1935)
- Jankel Adler (1895-1949)
- Pieter Coecke van Aelst (1502-1550)
- Willem van Aelst (1625/1626-ca. 1683)
- Robert Aerens (1883-1969)
- Pieter Aertsen (1508/1509-1575)
- Aetion (4e eeuw v.Chr.)
- Afro (1912-1976)
- Yaacov Agam (1928)
- Jacques-Laurent Agasse (1767-1848)
- Livio Agresti (ca. 1508/10-ca. 1580)
- Friedrich Ahlers-Hestermann (1883-1973)
- Kerstin Ahlgren (1953)
- Ivan Aivazovski (1817-1900)
- Francesco Albani (1578-1600)
- Josef Albers (1888-1976)
- Mariotto Albertinelli (1474-1515)
- Miguel Alcañiz (act. 1408-1447)
- Heinrich Aldegrever (1502-ca. 1551-61)
- Anders Aldrin (1889-1970)
- Pierre Alechinsky (1927)
- Mikoláš Aleš (1852-1913)
- Else Alfelt (1910-1974)
- Alessandro Algardi (1595-1654)
- David Allan (1744-1796)
- August Allebé (1838-1927)
- Alessandro Allori (1535-1607)
- Cristofano Allori (1577-1621)
- Washington Allston (1779-1843)
- Lodewijk Allyncbrood (1400-1460/1463)
- Lourens Alma Tadema (1836-1912)
- Denijs van Alsloot (ca. 1570-ca. 1626)
- Charles Alston (1907-1977)
- Albrecht Altdorfer (1480-1538)
- Christoph Amberger (ca. 1505-1561/1562)
- Jacopo Amigoni (1685-1752)
- Torsten Andersson (1926-2009)
- Carl Andre (1935)
- Fra Angelico of Beato Angelico; echte naam: Giovanni da Fiesole (1387-1445)
- Sofonisba Anguissola (1532-1625)
- Lizzy Ansingh (1875-1959)
- Cornelis Anthonisz. (ca. 1505-1553)
- Karel Appel (1921-2006)
- Francesco Appiani (1702-1792)
- Peter Nicolai Arbo (1831-1892)
- Giuseppe Arcimboldo (1527-1593)
- Arent Arentsz (1585-1631)
- Paul Arntzenius (1883-1965)
- Jean Arp (1886-1966)
- Bernardus Arps (1865-1938)
- Louis Artan (1837-1890)
- Giovanni da Asciano (1340-1372)
- Balthasar van der Ast (1593 of 1594-1657)
- Zacharie Astruc (1833-1907)
- Tiberio d'Assisi (1470-1524)
- Jean-Michel Atlan (1913-1960)
- Dr. Atl (1875-1964)
- Antoine-Ferdinand Attendu (1845-1908)
- John James Audubon (1785-1851)
- Frank Auerbach (1931-2024)
- Hendrick Avercamp (1585-1634)

## B
- Menno Baars (1967)
- Dirck van Baburen (ca. 1595-1624)
- Giovan Battista Gaulli (1639-1709)
- Francis Bacon (1909-1992)
- Bachiacca (1494-1557)
- Olle Bærtling (1911-1981)
- Alesso Baldovinetti (ca. 1425-1499)
- Ludolf Bakhuizen (1631-1708)
- Léon Bakst (1866-1924)
- Hendrik van Balen de Oudere (1575-1632)
- Hans Baldung (1484-1545)
- Jutta Balk (1902-1987)
- Mogens Balle (1921-1988)
- Balthus (1908-2001) (Graaf Balthasar Klossowski de Rola)
- Maso di Banco (??? - 1348)
- Edward Mitchell Bannister (1828-1901)
- Vladimir Baranoff-Rossiné (1888-1944)
- Jacopo de' Barbari (ca. 1445-ca. 1516)
- Jacques Barcat (1877-1955)
- Ernie Barnes (1938-2009)
- Federico Barocci (ca. 1535-1612)
- Afro Basaldella (1912-1976)
- Evaristo Baschenis (1617-1677)
- Georg Baselitz (1938)
- Arnau Bassa (1345-1348)
- Ferrer Bassa (1285/1290 - 1348)
- Jacopo Bassano (ca. 1517-1592)
- Fra Bartolommeo (1474-1517)
- Francesco Bartolozzi (1728-1815)
- Jean-Michel Basquiat (1960-1988)
- Robert Bateman (1842-1922)
- Jan van Battel de jongere (1477-1557)
- Gerrit Battem (ca. 1636-1684)
- Pompeo Girolamo Batoni (1708-1787)
- Lubin Baugin (ca. 1611-1663)
- Manjit Bawa (1941-2008)
- Frédéric Bazille (1841-1870)
- Romare Bearden (1914-1988)
- Aubrey Beardsley (1872-1898)
- Beato Angelico (Giovanni da Fiesole) - zie Fra Angelico
- Henri Beau (1863-1949)
- Cecilia Beaux (1855-1942)
- Domenico Beccafumi (ca. 1486-1551)
- Robert Bechtle (1932)
- Max Beckmann (1884-1950)
- Antoon van Bedaff (1787-1829)
- Jan de Beer (ca. 1475 – voor 10 november 1528)
- Pieter van Beervelde (1377-1414)
- Gentile Bellini (ca, 1429-1507)
- Giovanni Bellini (1430-1516)
- Vanessa Bell (1879-1961)
- Hans Bellmer (1902-1975)
- Bernardo Bellotto (1721-1780)
- George Bellows (1882-1925)
- Ludwig Bemelmans (1898-1962)
- Gerrit Benner (1897-1981)
- Marie-Guilhelmine Benoist (1768-1826)
- Frank Weston Benson (1862-1951)
- Thomas Hart Benton (1889-1975)
- Nicolaes Pietersz. Berchem (1621/22-1683)
- Christoffel van den Berghe (ca. 1590 - 1642?)
- Frits Van den Berghe (1883-1939)
- Barone Berlinghieri (actief 1228 - ca. 1282)
- Berlinghiero Berlinghieri (ca. 1173- ca. 1243)
- Bonaventura Berlinghieri (ca. 1207-ca. 1274)
- Marco Berlinghieri (actief 1232- ca. 1260)
- Bartolomé Bermejo (ca. 1435-ca. 1495)
- Gian Lorenzo Bernini (1598-1680)
- Pedro Berruguete (ca. 1453-1504)
- Aureliano de Beruete y Moret (1845 - 1912)
- Albert Bertelsen (1921-)
- Joachim Beuckelaer (1533–1574)
- Abraham van Beyeren (ca. 1620-1690)
- Albert Bierstadt (1830-1902)
- Jan van Bijlert (1597/1598-1671)
- Ejler Bille (1910-2004)
- Lamorna Birch (1869-1955)
- Hugo Birger (1854-1887)
- Cornelis Bisschop (1630 - 1674)
- Christoffel Bisschop (1828-1904)
- Kate Bisschop-Swift (1834-1928)
- Nell Blaine (1922-1996)
- William Blake (1757-1827)
- Ralph Albert Blakelock (1847-1919)
- Jan Theunisz. Blanckerhoff (1628-1669)
- Herri met de Bles (1500/1510-na 1555?)
- Anthonie Blocklandt van Montfoort (1533 of 1534-1583)
- Abraham Bloemaert (1564-1651)
- Hendrick Bloemaert (1601/1602-1672)
- Bernard Blommers (1845-1914)
- Lars Bo (1924-1999)
- Anna Boberg (1864 – 1935)
- Anna Boch 1848-1936
- Eugène Boch (1855-1941)
- Maerten Boelema de Stomme (1611-1644)
- Cornelis de Boer (1878-?)
- Kees van Bohemen (1928-1985)
- Dominicus Franciscus du Bois (1800-1840)
- Ferdinand Bol (1616-1680)
- Henri Bol (1945-2000)
- Kees Bol (1916-2009)
- Giovanni Boldini (1842-1931)
- Benjamin Samuel Bolomey (1739-1819)
- Segna di Bonaventura (actief 1298 -1327/1331)
- Rosa Bonheur (1822-1899)
- Claude Bonin-Pissarro (1921)
- Pierre Bonnard (1867-1947)
- Eva Bonnier (1857-1909)
- Francesco Bonsignori (1460-1519)
- Jean-Marie Boomputte (1947)
- Jan Boon (1882-1975)
- Paulus Bor (ca. 1601-1669)
- Gerard ter Borch de Oude (1582-1662)
- Gerard ter Borch de Jonge (1617-1681)
- Johannes Borman (ca. 1620 - na 1659)
- Francesco Borromini (1599-1667)
- Jan Willem van Borselen (1825-1892)
- Johannes Bosboom (1817-1891)
- Jheronimus Bosch (ca. 1450-1516)
- Abraham Bosschaert (1612-1643)
- Ambrosius Bosschaert de Oude (1573-1621)
- Ambrosius Bosschaert de Jonge (1609-1645)
- Johannes Bosschaert (1610-1650)
- Aert van den Bossche (actief 1490)
- Fernando Botero (1932-2023)
- Andries Both (1612/13-1641)
- Jan Both (ca. 1615-1652)
- Tjeerd Bottema (1884-1978)
- Tjerk Bottema (1882-1940)
- Sandro Botticelli (1445-1510)
- François Boucher (1703-1770)
- Adriaen Frans Boudewyns (1644-1719)
- Eugène Boudin (1824-1898)
- William-Adolphe Bouguereau (1825-1905)
- Michel Bouillon (ca. 1616-ca. 1674)
- Hippolyte Boulenger (1837-1874)
- Jean Bourdichon (1456 à 1457 – 1520 à 1521)
- Henk de Bouter, (1968)
- Dirk Bouts (1415-1475)
- Édouard Brandon (1831-1897)
- Eugène Brands (1913-2002)
- Georges Braque (1882-1963)
- Salomon de Bray (1597-1664)
- Joseph de Bray (?-1664)
- Bartholomeus Breenbergh (1598-1657)
- George Hendrik Breitner (1857-1923)
- Quiringh van Brekelenkam (ca. 1622-ca. 1669)
- John Brett (1831-1902)
- Paul Bril (1553/1554-1626)
- Karl Brjoellov (1799-1852)
- Elias van den Broeck (1650-1708)
- Jan Gerritsz. van Bronckhorst (1603-1661)
- Isaak Brodski (1884-1939)
- Agnolo Bronzino (1502-1572)
- Herman Brood (1946-2001)
- Adriaen Brouwer (1605-1638)
- Cecily Brown (1969)
- Ford Madox Brown (1821-1893)
- William Blair Bruce (1859 -1906)
- Jan Brueghel de Oude (1568-1625)
- Jan Brueghel de Jonge (1601-1678)
- Pieter Bruegel de Oude (ca. 1525-1569)
- Pieter Brueghel de Jonge (1564-1638)
- Charles Le Brun (1619-1690)
- Germaine Brus (1915-2015)
- Domenico Bruschi (1840-1910)
- Bernard Buffet (1928-1999)
- Dennis Miller Bunker (ca. 1861 -1890)
- Duccio di Buoninsegna (ca. 1255 - ca. 1319)
- Deifebo Burbarini (1619-1680)
- Richard Burchett (1815-1875)
- Charles E. Burchfield (1893-1967)
- Pierre-Isidore Bureau (1827 - 1876)
- Hendrick van der Burgh (1627 - na 1664)
- Jan Burssens (1925-2002)
- Frederick William Burton (1816-1900)
- William Shakespeare Burton (1824-1916)
- Pol Bury (1922-2005)
- Annemarie Busschers (1970)
- Louis Buvelot (1814-1888)
- Willem Buytewech (1591/1592-1624)

## C
- Jaume Cabrera (actief tussen 1394 en 1432)
- Philip Hermogenes Calderon (1833-1898)
- Franz Callebaut
- Jacques Callot (1592-1635)
- Jacques Calonne (1930-)
- Abraham van Calraet (1642-1722)
- James Campbell Noble (1846-1913)
- Charles Camoin (1879-1965)
- Robert Campin (ca. 1378-1444)
- Josef Čapek (1887-1945)
- Caravaggio (1573-1610)
- Annibale Carracci (1557-1602)
- Agostino Carracci (1560-1609)
- Lodovico Carracci (1555-1619)
- John Mulcaster Carrick (1833-1896)
- Pieter Casenbroot (ca. 1436 - 1504)
- Jacopo del Casentino (1300-1349)
- Mary Cassatt (1844-1926)
- Andrea del Castagno (1390-1457)
- Paul Cauchie (1875-1952)
- Cécile Cauterman (1882-1957)
- Anton Čebej (1722-1774?)
- Mateo Cerezo (1637-1666)
- Bartolomeo Cesi (1556-1629)
- Paul Cézanne (1839-1906)
- Henk Chabot (1894-1949)
- Wim Chabot (1907-1977)
- Marc Chagall (1887-1985)
- Jean-Baptiste Siméon Chardin (1699-1779)
- James Charles (1851 - 1906)
- Constance Marie Charpentier (1767-1849)
- William Merritt Chase (1849-1916)
- Théodore Chassériau (1819-1856)
- Pierre Puvis de Chavannes (1824-1898)
- Jacopo Chimenti (1551-1640)
- Giorgio de Chirico (1888-1978)
- Fanny Churberg (1845-1892)
- Frederic Edwin Church (1826-1900)
- Guglielmo Ciardi (1842 - 1917)
- Cimabue (1240-1302)
- Giovanni Battista Cipriani (1727-1785)
- Julie de Cistello (1860-1932)
- Franz Cizek (1865-1946)
- Pieter Claesz. (1597-1661)
- Jacques de Claeuw (1623-1694)
- Huguette Clark (1906-2011)
- Edna Clarke Hall (1879-1979)
- Emile Claus (1849-1924)
- Hugo Claus (1929-2008)
- Joos van Cleve (ca. 1464-1540)
- Marten van Cleve (1527 -1581)
- Jean Clouet (ca. 1480-1541)
- François Clouet (1510-1572)
- Jean-Baptiste Coclers (1696-1772)
- Maria Lambertine Coclers (1761-1820)
- Codriez (Corneille Driezen) (1947)
- Thomas Cole (1801-1948)
- Gustave-Henri Colin (1828 - 1910)
- Jean Colin (1881-1961)
- John Collier (1850-1934)
- Georges Collignon (1923-2002)
- Charles Allston Collins (1828-1873)
- William Collins (1788-1847)
- James Collinson (1825-1881)
- Jean Colombe (15e eeuw)
- Francesc Comes (1380-1415)
- Jan van Coninxloo (1489 - na 1561)
- Pieter van Coninxloo (ca. 1460–1513)
- Gillis van Coninxloo (1544-1606)
- Brian Connelly (1926-1963)
- John Constable (1776-1837)
- Constant (1920-2005)
- Lena Constante (1909-2005)
- Willie Cools (1931-2011)
- John Singleton Copley (1737-1815)
- Corneille (1922-2010)
- Peter von Cornelius (1783-1867)
- Joseph Cornell (1903-1972)
- Pierre Cornu (1893-1996)
- Jean-Baptiste Corot (1796-1875)
- Correggio (1489-1534)
- Pietro da Cortona (1596-1669)
- Piero di Cosimo (1462-1521)
- João Zeferino da Costa (1840-1915)
- Pierre Auguste Cot (1837-1883)
- Hans Coumans (1943-1986)
- Nelly Court (1882-1937)
- Gustave Courbet (1819-1877)
- Franz Courtens (1854-1943)
- Frank Cadogan Cowper (1877-1958)
- Michiel Coxie (1499-1592)
- Lucas Cranach de Oude (1472-1553)
- Lucas Cranach de Jongere (1515-1586)
- Albert Cuyp (1620-1691)
- Maurice Galbraith Cullen (1866-1934)
- Giacomo Cozzarelli (1453-1515)
- Guidoccio Cozzarelli (1450-1517)

## D
- Henri Daalhoff (1867-1953)
- Richard Dadd (1817-1866)
- Bernardo Daddi (ca.1290/1300 - 1348)
- Michael Dahl (1659-1743)
- Cor Dam (1935)
- Jan van den Dale (1460-1522)
- Christen Dalgaard (1824-1907)
- Salvador Dalí (1904-1989)
- Frank Dammers (1951)
- Charles-François Daubigny (1817-1878)
- Honoré Daumier (1808-1879)
- Jacques Daret (ca. 1400/1405-ca. 1468)
- Davaux (ca. 1750-1820)
- Robert Davaux (ca. 1895-ca. 1959)
- Gerard David (ca. 1450-1523)
- Jacques-Louis David (1748-1825)
- Leonardo da Vinci (1452-1519)
- Stuart Davis (1894-1954)
- August De Bats (1856-1937)
- Evarist De Buck (1892-1974)
- Jos De Cock (1934-2010)
- Riko Debenjak (1908-1987)
- Louis Debras (1820 - 1899)
- Jean Baptiste Debret (1768-1848)
- Stanislaw Dębicki (1866-1924)
- Joseph DeCamp (1858-1923)
- Cornelis Gerritsz. Decker (ca. 1620-1678)
- Jan De Cooman (1893-1949)
- Pieter Defesche (1921-1998)
- Edgar Degas (1834-1917)
- Eugène Delacroix (1798-1863)
- Beauford Delaney (1901-1979)
- Robert Delaunay (1885-1941)
- Henri Delavallée (1862 - 1943)
- Louis Delfau
- Cornelis Jacobsz. Delff (1570-1643)
- Jacob Willemsz. Delff (I) (1550-1601)
- Jacob Willemsz. Delff (II) (1619-1661)
- Jacob W. Delft (1550-1601)
- Paul Delvaux (1897-1994)
- Jean Delville (1867-1953)
- Christian Dely (1931-1986)
- Charles Demuth (1883-1935)
- Maurice Denis (1870-1943)
- G. Derksen (Gijsbertus) (1870-1920)
- André Derain (1880-1954)
- Marcellin Desboutin (1823 - 1902)
- Gustave De Smet (1877-1943)
- Ramon Destorrents (1347-1362)
- Édouard Detaille (1847-1912)
- Adrien-Paul Duerinckx (1888-1838)
- André Devambez (1867 - 1944)
- John van Deventer (1903-1952)
- Walter Deverell (1827-1854)
- Wynford Dewhurst (1864-1941)
- Richard Diebenkorn (1922-1993)
- Abraham Diepraam (1622-1670)
- Pieter Franciscus Dierckx (1871-1950)
- Gabriel Van Dievoet (1875-1934)
- Mary Dignam (1860-1938)
- Adolf Philippus van Dijk (1859-1924)
- Willem van Dijk (1826-1881)
- Jan Dijker (1913-1993)
- Christoffel Hendrik Dijkman (1879-1954)
- Abidin Dino (1913-1993)
- Gerard van Dinter (1746-1820)
- Otto Dix (1891-1969)
- William Dobson (1611-1646)
- Simon van der Does (1653-1717)
- Theo van Doesburg (1883-1931)
- Burhan Doğançay (1929-2013)
- Kees van Dongen (1877-1968)
- Heri Dono (1960)
- Jan van Dornicke (1470-1527)
- Dosso Dossi (ca. 1490-1542)
- Christian Dotremont (1922-1979)
- Gerrit Dou (1613-1675)
- Jacques Doucet (1924-1994)
- Herbert James Draper (1863-1920)
- Albert Droesbeke (1896-1929)
- Joost Cornelisz. Droochsloot (na 1585-1666)
- Willem Drost (ca. 1630-ca. 1680)
- François-Hubert Drouais (1727-1775)
- Jean Dubuffet (1901-1985)
- Duccio (1255-1319)
- Marcel Duchamp (1887-1968)
- Jacob Duck (ca. 1598-1667)
- Raoul Dufy (1877-1953)
- Simon Duiker (1874-1941)
- Slavko Dujić (1959-)
- Marlene Dumas (1953-)
- Albrecht Dürer (1471-1528)
- Carolus Duran (1838-1917)
- Charles-Émile Auguste Durand (1838-1917)
- Émilien Mulot Durivage (1838-1920)
- Willem Cornelisz. Duyster (1599-1635)
- Albert Van Dyck (1902-1951)
- Anthony van Dyck (1599-1641)

## E
- Albert Eckhout (1610-1665)
- Thomas Eakins (1844-1916)
- Gerbrand van den Eeckhout (1621-1674)
- Stien Eelsingh (1903-1964)
- Otto Eerelman (1839-1926)
- Etienne Elias (1936-2007)
- Marie Ellenrieder (1791-1863)
- Adam Elsheimer (1578-1610)
- James Ensor (1860-1949)
- Jacob Epstein (1880-1959)
- Max Ernst (1891-1976)
- Jaume Baçó Escrivà (1411-1461)
- Richard Estes (1932)
- William Etty (1787-1849)
- Angelo Evelyn (1942)
- Caesar van Everdingen (ca. 1617-1678)
- Barthélemy van Eyck (actief 1444 - 1470)
- Charles Eyck (1897-1983)
- Hubert van Eyck (1366—1426)
- Jan van Eyck (1390-1441)
- Johannes Hendrik Eversen (1906-1995)

## F
- Carel Fabritius (1622-1654)
- Pietro Faccini (1562-1602)
- Bartram de Fouchier (1609-1673)
- Henri Fantin-Latour (1836-1904)
- Ernest Faut (1897-1961)
- Jean Fautrier (1898-1964)
- Lyonel Feininger (1871-1956)
- Edgar Fernhout (1912-1974)
- Rachel Fernhout-Pellekaan (1905-1989)
- Pavel Filonov (1883-1941)
- Willy Finch (1854-1930)
- Paul Fischer (1860-1934)
- Govert Flinck (1615-1660)
- Frans Floris (1519/1520-1570)
- Sebastiano Folli (1568-1621)
- Lucio Fontana (1899-1968)
- Eleanor Fortescue-Brickdale (1871-1945)
- Marià Fortuny (1838 - 1874)
- Tsugouharu Foujita (1886-1968)
- Jean Fouquet (1415 à 1420 -1480)
- Jean-Honoré Fragonard (1732-1806)
- Sam Francis (1923-1994)
- Frankétienne (1936)
- Eduard Frankfort (1869-1957)
- Roelof Frankot (1911-1984)
- Art Frahm (1907-1981)
- Johanna Franco Zapata (1985)
- Alphons Freijmuth (1940)
- Caspar David Friedrich (1774-1840)
- Lucian Freud (1922-2011)
- Jos Frissen (1892-1982)
- Nicolas Froment (ca. 1450-ca. 1490)
- Eugène Fromentin (1820-1876)
- Bartolomeo di Fruosino (1366-1441)
- Joseph von Führich (1800-1877)
- Candidus van Fulda (9e eeuw)
- Abraham Furnerius (1628-1654)
- Johann Heinrich Füssli of John Henry Fuseli (1741-1825)
- Domingo Gimeno Fuster (1909-1978)

## G
- Gigo Gabasjvili (1862-1936)
- Paul Gachet (1828-1909)
- Agnolo Gaddi (1350-1396)
- Giovanni Gaddi (1333-1385)
- Niccolò Gaddi (1381-1382)
- Clarence Gagnon (1881-1942)
- Thomas Gainsborough (1727-1788)
- Fede Galizia (1578–1630)
- Axel Gallén-Kallela (1865-1931)
- Jacques Nathan Garamond (1910-2001)
- Elizabeth Jane Gardner (1837-1922)
- Anna Rosina de Gasc (1713-1783)
- Paul Gauguin (1848-1903)
- Léo Gausson (1860-1944
- Nikolaj Ge (1831-1894)
- William Gear (1915-1997)
- Johann Gebhard (1676-1756/7)
- Wybrand de Geest (1592-ca. 1661)
- Arent de Gelder (1645-1727)
- Artemisia Gentileschi (1593-1652)
- Orazio Gentileschi (1563-1639)
- Thea Gerard (1938-1987)
- Théodore Géricault (1791-1824)
- Franz Gertsch (1930-2022)
- Leo Gestel (1881-1941)
- Jacob de Gheyn (I) (ca. 1532-1582)
- Jacob de Gheyn (II) (1565-1629)
- Domenico Ghirlandaio (1449-1494)
- Peeter Gijsels (1621-1690)
- Jacob Gillig (ca. 1636-1701)
- Nicolaes Gillis (overleden in of na 1632)
- Francesc Gimeno (1858-1927)
- Giorgione (ca. 1477-1510)
- Matteo Giovannetti (ca. 1322-1368)
- Giotto (1267-1337)
- Anne-Louis Girodet-Trioson (1767-1823)
- Hassan El Glaoui (1924-2018)
- Diana Glauber (1650-na 1721)
- Charles Gleyre (1806-1874)
- Jack Godderis (1916-1971)
- Lado Goediasjvili (1896-1980)
- Vincent van Gogh (1853-1890)
- Karl Josef Gollrad (1866-1940)
- Hendrick Goltzius (1558-1616)
- Agnes Goodsir (1864-1939)
- Konstantin Gorbatov (1876-1945)
- Arshile Gorky (1904-1948)
- Jan Gossaert, ook genoemd Mabuse (tussen 1478 en 1488-1532)
- Thomas Cooper Gotch (1854-1931)
- Albert Gottschalk (1866-1906)
- Francisco Goya (1746-1828)
- Jan van Goyen (1596-1656)
- Igor Grabar (1871-1960)
- Francesco Granacci (1469-1543)
- Willem Grasdorp (1678-1723)
- Guido di Graziano (actief 1278 - 1302)
- Stanley Greaves (1934)
- Maria de Grebber (1602-1680)
- Pieter de Grebber (ca. 1600-1652/1653)
- El Greco (1548-1614)
- Aleida Greve (1670-1742)
- Jan Griffier (I) (ca. 1650-1718)
- Jan Griffier (II) (1688-ca. 1750)
- Robert Griffier (ca. 1675-ca. 1750)
- John Atkinson Grimshaw (1836-1893)
- Juan Gris (1887-1927)
- Anita Groener (1958)
- Ivan Grohar (1867-1911)
- Anthony Grolman (1843-1926)
- Johan Paul Constantinus Grolman (1841-1927)
- Adrianus Johannes Grootens (1864-1957)
- Jan Hendrik van Grootvelt (1808-1855)
- George Grosz (1893-1959)
- Matthias Grünewald (1460-1528)
- Francesco Guardi (1712-1793)
- Andrzej Gudański (1979-)
- Svavar Gudnason (1909-1988)
- Philip Guston (1913-1980)
- James Guthrie (1859-1930)
- Nachum Gutman (1898-1980)
- Constantin Guys (1802-1892)

## H
- Meijer de Haan (1852-1895)
- Adriana Haanen (1814-1895)
- Elisabeth Haanen (1809-1845)
- Cornelis Cornelisz. van Haarlem (1562-1638)
- Fadil Hadžić (1922-2011)
- Frits ten Hagen (1924-2006)
- Franz Seraph Haindl
- Ellen Day Hale (1855-1940)
- Dirck Hals (1591-1656)
- Frans Hals (1580-1666)
- Vilhelm Hammershøi (1864-1916)
- Karel Hanau (1871-circa 1927)
- Ab van Hanegem (1960)
- Frederick Daniel Hardy (1827-1911)
- George Hardy, (1822-1909)
- Anton van Haren (1885-1958)
- Keith Haring (1958-1990)
- Marsden Hartley (1877-1943)
- Hans Hartung (1904-1989)
- Childe Hassam (1859-1935)
- Shamsia Hassani (1988)
- Margaretha Haverman (1693-?)
- Louis Welden Hawkins (1849-1910)
- Louis Hayet (1864-1940)
- Francesco Hayez (1791-1882)
- Claes Dircksz. van der Heck (ca. 1600-1649)
- Erich Heckel (1883-1970)
- Willem Claesz. Heda (1594-ca. 1680)
- Gerret Willemsz. Heda (1620 - 1647)
- Jan van Heel (1898-1990)
- Jan Davidsz. de Heem (1606-1683)
- Maarten van Heemskerck (1498-1574)
- Margareta de Heer (circa 1600-circa 1658)
- Henry Heerup (1907-1993)
- Marinus Heijnes (1888-1963)
- Paul César Helleu (1859-1927)
- Carl Gustaf Hellqvist (1851-1890)
- Henk Helmantel (1945)
- Bartholomeus van der Helst (1613-1670)
- Jan Sanders van Hemessen (ca. 1500 - 1575 à 1579)
- Jean Hennecart (actief 1457- voor 1480)
- Robert Henri (1865-1929)
- Herman Heuff (1875-1945)
- Jan van der Heyden (1637-1712)
- Thomas Hill (1829-1908)
- Adolf Hitler (1889-1945)
- Meindert Hobbema (1638-1709)
- David Hockney (1937)
- William Hogarth (1697-1764)
- António de Holanda (1480/1500-1557/1558)
- Ambrosius Holbein (ca. 1454-1519)
- Hans Holbein de Oude (ca. 1465-1524)
- Hans Holbein de Jonge (ca. 1497-1543)
- Henry Holiday (1839-1927)
- Anna Cornelia Holt (1671-voor 1706)
- Winslow Homer (1836-1910)
- Frans Hoos (1884-1966)
- Gijsbert de Hondecoeter (1604-1653)
- Gillis Claesz. de Hondecoeter (ca. 1575/1580-1638)
- Melchior de Hondecoeter (1636-1695)
- Lambert de Hondt de Jongere (1642-1709)
- Lambert de Hondt de Oudere (1620-1665)
- Abraham Hondius (1631-1691)
- Villard de Honnecourt (13e eeuw)
- Gerard van Honthorst (1592-1656)
- Pieter de Hooch (1629-1684)
- Engel Hoogerheyden (1740-1807)
- Bob ten Hoope (1920-2014)
- John Hoppner (1758-1810)
- Edward Hopper (1882-1967)
- Lucas I Horenbault (1580-1626)
- Gerard Horenbout (ca. 1465 - 1540)
- John Callcott Horsley (1817-1903)
- Theo van der Horst (1921-2003)
- Barbara Elisabeth van Houten (1862-1950)
- Marie Howet (1897-1984)
- Antoinette van Hoytema (1875-1967)
- Antonín Hudeček (1872-1941)
- Valentine Hugo (1887-1968)
- Frans de Hulst (ca. 1606-1661)
- Pieter Huys (ca. 1519-ca. 1584)
- Jan van Huijsum (1682-1749)
- Friedensreich Hundertwasser (1928-2000)

## I
- André Idserda (1879-1952)
- André van Ieper (???-1450)
- Nicolaas van Ieper (ca. 1450-1500)
- Pierre van Ierssel (1916-1951)
- Ike Gyokuran (1727–1784)
- Jean-Auguste-Dominique Ingres (1780-1867)
- George Inness (1829-1894)
- Isaac Israëls (1865-1934)
- Jozef Israëls (1827-1911)
- Joseph Istler (1919-2000)
- Aleksandr Ivanov (1806-1858)
- Wim Izaks (1950-1989)

## J
- Emily Jacir (1970)
- Egill Jacobsen (1910-1998)
- Robert Jacobsen (1912-1993)
- Dirck Jacobsz. (1496-1567)
- Alain Jacquet (1939-2008)
- John C. Jager (1905-1961)
- Rihard Jakopič (1869-1943)
- Christian Jank (1833 - 1888)
- Alexej von Jawlensky (1864-1941)
- Gustave Jeanneret (1847-1927)
- Luis Jiménez y Aranda (1845-1928)
- Augustus John (1878-1961)
- Gwen John (1876-1939)
- Jasper Johns (1930)
- Sargent Johnson (1888-1967)
- Lois Mailou Jones (1905-1998)
- Johan Barthold Jongkind (1819-1891)
- Jacob Jordaens (1593-1678)
- Asger Jorn (1914-1973)
- Ch'en Jung (13e eeuw)

## K
- Frida Kahlo (1907-1954)
- Willem Kalf (1619-1693)
- Wassily Kandinsky (1866-1944)
- Paul Kane (1810-1871)
- Gerhard Karlmark (1905-1976)
- Herman ten Kate (1822-1891)
- Arie Kater (1922-1977)
- Katsushika Oi (ca. 1800 - ca. 1866)
- Angelika Kauffmann (1741-1807)
- Ellsworth Kelly (1923-2015)
- Pieter de Kempeneer (1503-1580)
- Reinier Kennedy (1881-1960)
- Rockwell Kent (1882-1971)
- Anton Kerssemakers (1846-1924)
- Cornelis Ketel (1548-1616)
- Adriaen Thomasz Key (ca. 1544 - 1589)
- Bhupen Khakhar (1934-2003)
- Cornelis Kick (1634-1681)
- Simon Kick (1603-1652)
- Anselm Kiefer (1945)
- Kitty Kielland (1843-1914)
- Sjalva Kikodze (1894-1921)
- Robert Kintziger (1935-1999)
- Orest Kiprenski (1782-1836)
- Per Kirkeby (1938-)
- Paul Klee (1879-1940)
- Yves Klein (1928-1962)
- Lodewijk Johannes Kleijn (1817-1897)
- Gustav Klimt (1862-1918)
- Michail Klodt (1832-1902)
- Fernand Khnopff (1858-1921)
- Herman Eduard Knaake (1863-1948)
- Jan Knap (1949)
- Daniel Ridgway Knight ((1839-1924)
- Jesper Knudsen (1964-)
- Nicolaes Knüpfer (ca. 1609-1655)
- Pyke Koch (1901-1991)
- Isaac Koedijck (ca. 1617-1668)
- Archip Koeindzji (1841-1910)
- Boris Koestodiev (1878-1929)
- Roelof Koets (ca. 1592-1654)
- Dinah Kohnstamm (1869-1942)
- Andrej Kolkoetin (1957-)
- Käthe Kollwitz (1867-1945)
- David Koloane (1938)
- Willem de Kooning (1904-1997)
- Han van der Kop (1903-1934)
- Frans Koppelaar (1943)
- Konstantin Korovin (1863-1939)
- Maria ten Kortenaar (1955)
- Ivan Kramskoj (1837-1887)
- Marianne Kraus (1765-1838)
- Eva Krause (1970)
- Christian Krohg (1852-1925)
- Fan K'uan (11e eeuw)
- Ivana Kobilca (1861-1926)
- Bohumil Kubišta (1884-1918)
- Milan Kunc (1944)
- Jan Kupecký (1667-1740)
- František Kupka (1871-1957)
- Johan Kuipers (1960)

## L
- Wifredo Lam (1902-1982)
- Giulia Lama (1681-1747)
- Olivier Lamboray (1968)
- Clemens van Lamsweerde (1897-1972)
- Franc Lamy (1855-1919)
- Nicolas Lancret (1690-1743)
- Sir Edwin Landseer (1802-1873)
- Giovanni Lanfranco (1582-1647)
- Peter Lanyon (1918-1964)
- Pieter Lastman (1583-1633)
- Ger Lataster (1920-2012)
- Jacob van Lathem (ca. 1470 – na 1528)
- Georges de La Tour (1593-1652)
- Louis Latouche (1829-1883)
- Jacob Lawrence (1917-2000)
- Eugène Laudy Laudy (1921-1995)
- Marc Laurencin (1883-1956)
- Raffi Lavie (1937-2007)
- Sir Thomas Lawrence (1769-1830)
- Lord Frederic Layton (1830-1896)
- Otakar Lebeda (1877-1901)
- Bart van der Leck (1876-1958)
- Anthonie Leemans (1631-1673)
- Johannes Leemans (1633-1688)
- Myriam Leenknecht (1942)
- Thomas van Leent (1807-1882)
- Pieter Leermans (ca. 1635-1607)
- Henk van Leeuwen van Oudewater (1890-1972)
- Jules Joseph Lefebvre (1836-1911)
- Fernand Léger (1881-1955)
- Walter Leistikow (1865-1908)
- Sir Peter Lely (1618-1680)
- Ulrich Leman (1885-1988)
- Marie-Victoire Lemoine (1754 - 1820)
- Tamara de Lempicka (1898-1980)
- Franz von Lenbach (1836-1904)
- Johan Lennarts (1932-1991)
- Ludovic-Napoléon Lepic, (1839-1889)
- Lambert Leonard (1505-1566)
- Jacobus Leveck (1634-1675)
- Léopold Levert (1828- na 1880)
- Isaak Levitan (1860-1900)
- Rafail Levitski (1847-1940)
- Wyndham Lewis (1884-1957)
- Sol LeWitt (1928-2007)
- Lucas van Leyden (1494-1533)
- Judith Leyster (1609-1660)
- Jan Lievens (1607-1674)
- Roy Lichtenstein (1923-1997)
- Werewere Liking (1950-)
- Else Lindorfer (1917-1965)
- Jean-Étienne Liotard (1702-1789)
- El Lissitzky (1889-1941)
- Jhomar Loaiza (1977)
- Stefan Lochner (1410-1451)
- Albert Loots (1915-1992)
- Claude Lorrain (nb. Gellee) (1600-1682)
- Reinier Lucassen (1939-2025)
- Lucebert (1924-1994)
- Luis de Morales (ca. 1500-1586)
- Signe Lund-Aspenström (1922-2015)
- Lussenburg, Jos (1898-1975)
- Ans Luttge-Deetman (1902-1993)
- Isaack Luttichuys (1616-1673)
- Simon Luttichuys (1610-1661)
- Jan Luyken (1649-1712)

## M
- Mabuse (tussen 1478 en 1488-1532)
- Ana Maria Machado (1941)
- Bessie MacNicol (1867-1904)
- Carlo Maderno (1556-1629)
- Jan Maelwael (ca. 1370 - 1415)
- Godfried Maes (1649-1700)
- Nicolaes Maes (1634-1693)
- Ketevan Magalasjvili (1894-1973)
- René Magritte (1898-1967)
- Paul Fordyce Maitland (1863-1909)
- Matilde Malenchini (1779-1858)
- Kazimir Malevitsj (1878-1935)
- Man Ray (1890-1976)
- Édouard Manet (1832-1883)
- Eugène Manet (1833-1892)
- Rutilio Manetti (1570-1639)
- Bartolommeo Manfredi (ca. 1587-ca. 1620/1621)
- Jan Mankes (1889-1920)
- Andrea Mantegna (1431-1506)
- Garrick Marchena (1966)
- John Marin (1870-1953)
- Jacob Maris (1837-1899)
- Matthijs Maris (1839-1917)
- Jacques Willem Maris  (1932-)
- Willem Maris (1844-1910)
- Simon Marmion  (ca. 1425 – 1489)
- Jacques Maroger (1884-1962)
- Jacob Marrell (1614-1681)
- Jan Martens (1939)
- Eugene James Martin (1938-2005)
- Rodney Matthews (1945)
- Wilhelm Marstrand (1810-1873)
- Simone Martini (1284-1344)
- Tommaso Masaccio (1401-1428)
- Jivya Soma Mashe (1934)
- Cornelis Massijs (1510-1556/1557)
- Quinten Massijs (I) (ca. 1466-1530)
- Quinten Massijs (II) (1543-1589)
- Jan Matejko (1838-1893)
- Joan Mates (1370-1431)
- Jaume Mateu (1382-1452)
- Henri Matisse (1869-1954)
- Anton Mauve (1838-1888)
- Constant Mayer (1829-1911)
- Doris McCarthy (1910-2010)
- William McTaggart (1835-1910)
- Eliseo Meifrén y Roig (1857-1940)
- Alfred Meyer (1832-1904)
- Mary Meijs (1929-2011)
- Membrandt (1953-2014)
- Hans Memling (ca. 1430-1494)
- Oszkár Mendlik (1871-1963)
- Charles Mengin (1853-1933)
- Hendrik Willem Mesdag (1831-1915)
- Angel Metodiev (1921-1984)
- Gabriël Metsu (1629-1667)
- Henri Meunier (1873-1922)
- Michelangelo (1475-1564)
- Jan Michielsen, (1939-2010)
- Eugeen Van Mieghem (1875-1930)
- Abraham Mignon (1640-1679)
- Giovanni da Milano (1325-1369)
- Kosta Miličević (1877-1920)
- Francis Davis Millet (1846-1912)
- Jean-Baptiste Millet (1830-1906)
- Jean-François Millet (1814-1875)
- Milan Milovanović (1876-1946)
- Joaquím Mir i Trinxet (1873-1940)
- Joan Miró (1893-1983)
- Tommaso da Modena (1325/1326-1379)
- Paula Modersohn-Becker (1876-1907)
- Amedeo Modigliani (1884-1920)
- Nicolaes Moeyaert (1592-1655)
- Louise Moillon (ca. 1609 - 1696)
- Nicolaes Molenaer (ca. 1628 - 1676)
- Petrus Marius Molijn, ook Pieter (1819-1949)
- Pieter de Molijn (1595-1661)
- Evert Moll (1878-1955)
- Alexander Mollinger (1836-1867)
- Joos de Momper (1564-1635)
- Lorenzo Monaco (1370-1425)
- Piet Mondriaan (1872-1944)
- Claude Monet (1840-1926)
- Adrien de Montigny (1570-1615)
- Albert Moore (1841-1893)
- Anthonis Mor van Dashorst (1517/1520-1576/1577)
- Alphonse Mora (1891-1977)
- Gustave Moreau (1826-1898)
- Gerrit de Morée (1909-1981)
- Paulus Moreelse (1571-1638)
- Berthe Morisot (1841-1895)
- Samuel Morse (1791-1872)
- Richard Mortensen (1910-1993)
- Frans Mostaert (ca. 1534-ca. 1560)
- Robert Motherwell (1915-1991)
- Alfons Mucha (1860-1939)
- Cees Mudde (1959)
- Ries Mulder (1909-1973)
- Wout Muller (1946-2000)
- Augustus Edwin Mulready (1844-1904)
- William Mulready (1786-1863)
- Edvard Munch (1863-1944)
- Takashi Murakami (* 1962)
- Bartolomé Murillo (1618-1682)

## N
- Paul Nash (1889-1946)
- Giuseppe Nicola Nasini (1657-1736)
- Jean-Marc Nattier (1685-1766)
- Yoshitomo Nara (* 1959)
- Jacques Nathan Garamond (1910-2001)
- Bruce Nauman (1941)
- Aert van der Neer (1603-1677)
- Plautilla Nelli (1524–1588)
- Nesten (1946-2018)
- Albert Neuhuys (1844-1914)
- Albert Neuhuys (1895-1968)
- Barnett Newman (1905-1970)
- Ben Nicholson (1894-1982)
- Pere Nicolau (1390-1408)
- Constant Nieuwenhuys (1920-2005)
- Jan Nieuwenhuys (1922-1986)
- Artur Nikodem (1870-1940)
- Gösta Adrian-Nilsson (1884-1965)
- Severin Nilsson (1846-1918)
- Isamu Noguchi (1904-1988)
- Sidney Nolan (1917-1992)
- Kenneth Noland (1924-2010)
- Emil Nolde (1867-1956)
- Reinier Nooms (ca. 1623-ca. 1667)

## O
- Yuki Ogura (1895-2000)
- Georgia O'Keeffe (1887-1986)
- Claes Oldenburg (1929-2022)
- Ferdinand Olivier (1875-1841)
- George Bernard O'Neill, (1828-1917)
- Jacob Cornelisz. van Oostsanen (ca. 1470-1533)
- Isidore Opsomer (1878-1967)
- Andrea Orcagna (1320-1368)
- José Clemente Orozco (1883-1949)
- William Orpen (1878-1931)
- Alfred Ost (1884-1945)
- Adriaen van Ostade (1610-1685)
- Outamaro (ca. 1750-1806)
- Johann Friedrich Overbeck (1789-1869)
- Adriaen van Overbeke (???? - na 1528)
- David Oyens (1842-1902)
- Pieter Oyens (1842-1894)

## P
- Giacomo Pacchiarotti (1474-1539/1540)
- Joseph Paelinck (1781-1839)
- Robin Page (1932-2015)
- Mimmo Paladino (* 1948)
- Gielis Panhedel (actief 1521/1522-1545/1546)
- Giovanni Pannini (1692-1765)
- Periclès Pantazis (1849-1884)
- Giovanni di Paolo (1417-1475)
- Parmigianino (1504-1540)
- Leonid Pasternak (1862-1945)
- Joachim Patinir (ca. 1480-1524)
- William McGregor Paxton (1869-1941)
- Carl-Henning Pedersen (1913-2007)
- Paul Peel (1860-1892)
- Clara Peeters (1594 – na 1657)
- Kurt Peiser (1887-1962)
- Gina Pellón (1926-2014)
- Antonio de Pereda (1611-1678)
- Han Perier (1952)
- Constant Permeke (1886-1952)
- Vasili Perov (1833-1882)
- Pietro Perugino (1446-1523)
- N.L. Peschier, 17e eeuw
- John F. Peto (1854-1907)
- Astolfo Petrazzi (1580–1663)
- Erik Pevernagie (1939-)
- Louis Pevernagie (1904-1970)
- Saskia Pfaeltzer
- Franz Pforr (1788-1812)
- Niki de Saint Phalle (1930-2002)
- Theodor Philipsen (1840-1920)
- Francis Picabia (1879-1953)
- Pablo Picasso (1881-1973)
- Anton Pieck (1895-1987)
- Christoffel Pierson (1631-1714)
- Sano di Pietro (1405-1481)
- Veno Pilon (1896-1970)
- Luigi Pinedo (1926-2007)
- Niko Pirosmani (1862-1918)
- Giunta Pisano (13e eeuw)
- Camille Pissarro (1830-1903)
- Fransoys vanden Pitte (??? - 1508)
- Redza Piyadasa (1939-2007)
- Johann Georg Plazer (1704-1761)
- Cornelis van Poelenburch (1594/1595-1667)
- Ganchoegiyn Poerevbat (1965-)
- Arend van de Pol (1886-1956)
- Vasili Polenov (1824-1927)
- Raffaello Politi (1783-1870)
- Jackson Pollock (1912-1956)
- Antonio Pomarancio (1570-1629)
- Fairfield Porter (1907-1975)
- Cândido Portinari (1903-1962)
- Frans Post (1612-1680)
- Marten Post (1942)
- Paulus Potter (1625-1654)
- Frans Pourbus de Jongere (1569-1622)
- Nicolas Poussin (1594-1665)
- Edward Poynter (1836-1919)
- Andrea Pozzo (1642-1709)
- Giovanni Ambrogio de Predis (1455-1508)
- Avery Preesman (1968)
- Zeljko Premerl (1942)
- Maurice Prendergast (1861-1924)
- Nelson Primus (1843-1916)
- Valentine Cameron Prinsep (1838-1904)

## Q
- Domenico Quaglio de Jongere (1787-1837)
- Domenico Quattrociocchi (1872-1941)
- Erasmus Quellinus de Oude (1607-1678)
- Jacopo della Quircia (1374-1438)
- August Querfurt (1696-1761)
- Jan Maurits Domenico Quaglio de Jongere (1787-1837)
- Erasmus Quellinus Quinckhardt (1688-1772)

## R
- Ivan Rabuzin (1921-2008)
- Henry Raeburn (1756-1823)
- Rafaël (1483-1520)
- Karl Rahl (1812-1865)
- Francesco Raibolini (1453-1518)
- Jean Raine (1927-1986)
- Neo Rauch (1960)
- Roger Raveel (1921-2013)
- Adriana van Ravenswaay (1816-1872)
- Hubert van Ravesteyn (1638-1691)
- Odilon Redon (1840-1916)
- Pierre-Joseph Redouté (1759-1840)
- Anton Refregier (1905-1979)
- Joan Reixac (1431-1482)
- Guido Reni (1575-1642)
- Pierre-Auguste Renoir (1841-1919)
- Ilja Repin (1844-1930)
- Giovanni Antonio Requesta (1481-1528), bijgenaamd Corona
- Marinus van Reymerswale (ca. 1490-1567)
- Sir Joshua Reynolds (1723-1792)
- Ced Ride (1944-2021)
- Gerhard Richter (1932)
- Hyacinthe Rigaud (1659-1743)
- Thierry Rijkhart de Voogd (1944-1999)
- Rembrandt van Rijn (1606-1669)
- Bridget Riley (1931)
- Coba Ritsema (1876-1961)
- Diego Rivera (1886-1957)
- Larry Rivers (1923-2002)
- Suze Robertson (1855-1922)
- Norman Rockwell (1894-1978)
- Andrej Roebljov (ca. 1360-ca. 1430)
- Jan Roëde (1914-2007)
- Willem Roelofs (1822-1897)
- Pieter Gerritsz. van Roestraeten (1630-1700)
- Dicky Rogmans (1925-1992)
- Renier Roidkin (1684-1741)
- Gillis Rombouts (1630-1672)
- Salomon Rombouts (1655-ca. 1702)
- George Romney (1734-1802)
- Anton Rooskens (1906-1976)
- Bob Ross (1943-1995)
- Dante Gabriel Rossetti (1828-1882)
- Mark Rothko (1903-1970)
- Henri Rousseau (1844-1910)
- Théodore Rousseau (1812-1867)
- Dio Rovers (1896-1990)
- Peter Paul Rubens (1577-1640)
- Andrée Ruellan (1905-2006)
- Jacob van Ruisdael (1628-1682)
- Philipp Otto Runge (1777-1810)
- Robert Russ (1847-1922)
- Jean Rustin (1928-2013)
- Johannes Ruys (1891-?)
- Rachel Ruysch (1664-1750)
- Paul Van Ryssel (1828 - 1909)
- Théo van Rysselberghe (1862-1926)

## S
- Pieter Jansz. Saenredam (1597-1665)
- Herman Saftleven (1609-1685)
- Niki de Saint Phalle (1930-2002)
- Jean Le Saive I (ca. 1540 – 1611)
- Jean Le Saive II (1571 - 1624)
- Jan Baptist Le Saive II (1597 of 1604 - na 1641)
- Ibrahim el-Salahi (1930)
- Ventura Salimbeni (1568-1613)
- Ruth Salinger (1924-1976)
- Frank Salisbury (1874-1962)
- Adriaen van Salm (ca. 1660-1720)
- Chéri Samba (1956)
- Frederick Sandys (1829-1904)
- Llorenç Saragossà (1463-1406)
- Dirk Schäfer (1864-1941)
- John Singer Sargent (1856-1925)
- Gonçal Peris Sarrià (1380-1451)
- Andrea del Sarto (1487-1531)
- Andreu Marçal de Sas (1390-1410)
- Raymond Saunders (1934)
- Antonio Saura (1930-1998)
- Roelant Savery (1578-1639)
- Aleksej Savrasov (1830-1897)
- Friedrich Wilhelm von Schadow (1788-1862)
- Hugo van Schaik (1872-1946)
- Ary Scheffer (1795-1858)
- Egon Schiele (1890-1918)
- Willy Schlobach (1864-1951)
- Karl Schmidt-Rottluff (1884-1976)
- Julius Schnorr von Carolsfeld (1794-1872)
- Jacobus Schoemaker Doyer (1792-1867)
- Johannes Christiaan Schotel (1787-1838)
- Pieter Schoubroeck (1570 - 1607/1608)
- Carlos Schwabe (1866-1926)
- Jan van Scorel (1495-1562)
- William Bell Scott (1811-1890)
- William Edouard Scott (1884-1964)
- Charles Sebree (1914-1985)
- Thomas Seddon (1821-1856)
- Hercules Seghers (ca. 1589-1638)
- Paritosh Sen (1918-2008)
- Serafino de’ Serafini (1324-1393)
- Cesare Sermei (1581-1668)
- Valentin Serov (1865-1911)
- Francesc Serra II (1362-1396)
- Jaume Serra (1358-1390)
- Pere Serra (1357-1406)
- Cesare da Sesto (1477-1523)
- Georges Seurat (1859-1891)
- Gino Severini (1883-1966)
- Joseph Severn (1793-1879)
- Frederic Shields (1833-1911)
- Valerian Sidamon-Eristavi (1889-1943)
- Fred Sieger (1902-1999)
- Barna da Siena (1330-1350)
- Vigoroso da Siena (1240-1295)
- Jan Sierhuis (1928-2023)
- Ludovike Simanowiz (1759-1827)
- George Simon (1947-2020)
- Frans Simons (1855-1919)
- Simplicianus van Palermo (eind 15e - begin 16e eeuw)
- Alfred Sisley (1839-1899)
- Martin Sjardijn (1947-)
- Aleksandre Sjarvasjidze (1867-1968)
- Dimitri Sjevardnadze (1885-1937)
- Ivan Sjisjkin (1832-1898)
- Karel Slabbaert (ca. 1618-1654)
- Francis Sling (1979)
- Pieter Cornelisz. van Slingelandt (1640-1691)
- Léon De Smet (1881-1966)
- Klaas Smink (1879-1969)
- Jaap Smit (1947-2011)
- Ad Snijders (1929-2010)
- Jan Soens (1547/48-1611/14)
- Vasili Soerikov (1848-1916)
- Conrad von Soest (1370-1425)
- Rebecca Solomon (1832-1886)
- Konstantin Somov (1869-1939)
- Gustaaf Sorel (1905-1981)
- Pietro Sorri (1556-1622)
- Alberto Sotio (12e eeuw)
- Chaïm Soutine (1894-1944)
- Cornelis van Spaendonck (1756-1839)
- Gerard van Spaendonck (1746-1822)
- Lo Spagna (ca. 1450-1528)
- Marie Spartali Stillman (1844-1927)
- Hans Speckaert (1540 - 1577)
- Léon Spilliaert (1881-1946)
- Guillaume de Spinny (1721-1785)
- Bartholomeus Spranger (1546-1611)
- Nicolas de Staël (1914-1955)
- John Roddam Spencer Stanhope (1829-1908)
- Gherardo Starnina (1360-1413)
- Jan Adriaensz. van Staveren (ca. 1614-1669)
- Leo Steel (1878-1938)
- Jan Steen (1626-1679)
- Albert Steenbergen (1814-1900)
- Harmen Steenwijck (ca. 1612-na 1656)
- Pieter Steenwijck (ca. 1615-na 1656)
- Martha Stettler (1870-1945)
- Joseph Karl Stieler (1781-1858)
- Clyfford Still (1904-1980)
- Pieter Stoop (1946-)
- Abraham Storck (1644-1708)
- Jacobus Storck (1641 -na 1692)
- Robert Strange (1721-1792)
- Eduard von Steinle (1810-1886)
- Saladin de Stoevere (1397-1474)
- Abram Stokhof de Jong (1911-1966)
- Christiaen Striep (1633/34-1693)
- John Melhuish Strudwick (1849-1937)
- Ernst Stuven (ca. 1657-1712)
- Abraham Susenier (ca. 1620 - na 1666)
- Sergei Sviatchenko (1952-)
- Herman van Swanevelt (ca. 1600-1655)

## T
- Rufino Tamayo (1899-1991)
- Henry O. Tanner (1859-1937)
- Yves Tanguy (1900-1955)
- Grigor Tatevatsi (1346-1409)
- Jakob de Tavernier (1428-1454)
- Gerard ter Borch de Oude (1582/1583-1662)
- Gerard Terborch de Jonge (1617-1681)
- Hendrick ter Brugghen (1588-1629)
- Pietro Testa (1617-1650)
- Joseph Teixeira de Mattos (1892-1971)
- Frits Thaulow (1847-1906)
- Abbott Handerson Thayer (1849-1921)
- Ellen Thesleff (1869-1954)
- Jan Theuns (1877-1961)
- Alma Thomas (1894-1978)
- Elizabeth Thompson (1846-1933)
- Robert Thompson (1936-1966)
- Willem Bastian Tholen (1860-1931)
- William Thon (1906-2000)
- Quirijn van Tiel (1900-1967)
- Giambattista Tiepolo (1695-1770)
- Walasse Ting (1929-2010)
- Tintoretto (1518-1594)
- Johann Heinrich Wilhelm Tischbein (1751-1829)
- James Tissot (1836-1902)
- Titiaan (circa 1487-1576)
- Domenicus van Tol (ca. 1635-1676)
- Francisco Toledo (1940)
- Henryk Tomaszewski (1914-2005)
- Luca di Tommè (act. 1356-1389)
- Charley Toorop (1891-1955)
- Jan Toorop (1858-1928)
- Pieter Dirk Torensma (1944)
- Albert Torie (1896-1969)
- Johannes Torrentius (1589-1644)
- Henri de Toulouse-Lautrec (1864-1901)
- Francesco Traini (1321-1345)
- Bill Traylor (1854-1947)
- Jan Treck (ca. 1606-1652)
- Cornelis Troost (1697-1750)
- Clovis Trouille (1889-1975)
- Rombout van Troyen (1605-1656)
- Jozef Jan Tuerlinckx (1809-1873)
- Henricus Turken (1791-1856)
- William Turner (1775-1850)
- Luc Tuymans (1958)
- Edgard Tytgadt (1879-1957)
- Medard Tytgat (1871-1948)
- Shimon Tzabar (1926-2007)

## U
- Paolo Uccello (1397-1475)
- Fritz von Uhde (1848-1911)
- William Unger (1837-1932)
- Michelangelo Unterberger (1695-1753)
- Kiro Urdin (1945)
- Kitagawa Utamaro (1753-1806)
- Maurice Utrillo (1883-1955)

## V
- Pierin Vaga (1499-1547)
- Félix Vallotton (1865-1925)
- Georgine van Assche (1939-2005)
- Jef Van Campen (1934)
- Frédéric Van de Kerkhove (1863-1873)
- Adriaen van de Velde (1635-1672)
- Esaias van de Velde (1590-1630)
- Jan van de Velde (II) (1593-1641)
- Jan van de Velde (III) (1620-1662)
- Henry Van de Velde (1863-1957)
- Willem van de Velde de Oude (1611-1693)
- Willem van de Velde de Jonge (1633-1707)
- Fransoys vanden Pitte (1435-1508/1509)
- Claeys vander Meersch (1442-1470)
- Jef Van der Veken (1872-1964)
- Kees van der Vlies (1940)
- Andrea di Vanni (1351-1414)
- Francesco Vanni (1563-1610)
- Theodoor van Loon (1581 of 1582-1667)
- Karel van Veen (1898-1988)
- Otto van Veen (1557-1629)
- Rochus van Veen (1630-1693)
- Bram van Velde (1895-1981)
- Geer van Velde (1898-1977)
- Jacob Jansz. van Velsen (ca. 1597-1656)
- Roelof Jansz. van Vries (ca. 1630 - na 1681)
- August Vandekerkhove (1838-1923)
- Andreas Vanpoucke (1959)
- Francesco di Vannuccio (actief tussen 1356 en 1389)
- John Varley (1778-1842)
- Victor Vasarely (1908-1997)
- Vladimír Vašíček (1919-2003)
- Viktor Vasnetsov (1848-1926)
- Emilio Vedova (1919-2006)
- Philipp Veit (1793-1877)
- Diego Velázquez (1599-1660)
- Libbe Venema (1937-1994)
- Antonio Veneziano (1369-1388)
- Gijsberta Verbeet (1838-1916)
- Willem Verbeet (1801-1887)
- Jos Verdegem (1897-1957)
- Vasili Veresjtsjagin (1842-1904)
- Fernand Verhaegen (1883-1975)
- Isidore Verheyden (1848-1905)
- Hans Verhoef (1932)
- Nicolaas Verkolje (1673-1746)
- Johannes Vermeer (1632-1675)
- Alex Vermeulen (1954-)
- Paolo Veronese (1528-1588)
- Oscar Verpoorten (1895-1948)
- Floris Verster (1861-1927)
- Theodoor Verstraete (1850-1907)
- Abraham de Verwer (1585-1650)
- Justus de Verwer (1625-1689)
- Kees Verwey (1900-1995)
- Mladen Veža (1916-2010)
- Elisabeth Vigee-Lebrun (1755-1842)
- Leonardo da Vinci (1452-1519)
- Adolfo Feragutti Visconti (1850-1924)
- Auguste Viollier (1854-1908)
- Maurice de Vlaminck (1876-1958)
- Nicolas Vleughels (1668-1737)
- Philippe Vleughels (1619-1694)
- Simon de Vlieger (1601-1653)
- Bernard van Vlijmen (1895-1977)
- Guillaume Vogels (1836-1896)
- Wolf Vostell (1932-1998)
- Simon Vouet (1590-1649)
- Sebastiaen Vrancx (1573-1647)
- Harry Vrijken (1908-1973)
- Michail Vroebel (1856-1910)
- Cornelis Vroom (1600-1661)
- Édouard Vuillard (1868-1940)

## W
- Nicolaas van der Waay (1855-1936)
- Edward Wadsworth (1889-1949)
- Hendrik Adriaan van der Wal (1882-1963)
- Alfred Wallis (1855-1942)
- Henry Wallis (1830-1916)
- Jan Wandelaar (1690-1759)
- Andy Warhol (1928-1987)
- Laura Wheeler Waring (1887-1948)
- Joos van Wassenhove (1430-1480)
- John William Waterhouse (1849-1917)
- Jean Antoine Watteau (1684-1721)
- George Frederic Watts (1817-1904)
- Thomas Webster (1800-1886)
- Antoinette de Weck-de Boccard (1868-1956)
- Jan Baptist Weenix (1621-1663)
- Jan Weenix (1640-1719)
- Carel Weight (1908-1997)
- Pedro Weingärtner (1853-1929)
- Jan Hendrik Weissenbruch (1824-1903)
- Ludwig Willem Reymert Wenckebach (1860-1937)
- Oswald Wenckebach (1895-1962)
- Erik Werenskiold (1855-1938)
- Anton von Werner (1843-1915)
- Tom Wesselmann (1931-2004)
- Benjamin West (1738-1820)
- Co Westerik (1924-2018)
- Jacob de Wet (I) (1615-1691)
- Jacob de Wet (II) (1641-1697)
- Kees van de Wetering (1949-)
- Rogier van der Weyden (1399-1464)
- James Abbott McNeill Whistler (1834-1903)
- Antoine Wiertz (1806-1865)
- Jan Jansz. Wijnants(1632–1684)
- Jan Hillebrand Wijsmuller (1855-1925)
- Lambertus van den Wildenbergh (1803-?)
- Sir David Wilkie (1785-1841)
- Adam Willaerts (1577-1664)
- Adolphe Willette (1857-1926)
- Carel Willink (1900-1983)
- Sylvia Willink (1944)
- Richard Wilson (1713-1782)
- William Lindsay Windus (1822-1907)
- Jacob de Wit (1691-1756)
- Alida Withoos (ca. 1661-1730)
- Frans Withoos (1665-1705)
- Johannes Withoos (1648 - ca. 1688)
- Maria Withoos (1663 - na 1699)
- Matthias Withoos (1627-1703)
- Pieter Withoos (1654-1693)
- Emanuel de Witte (1616-1692)
- Caspar van Wittel (1653-1736)
- Konrad Witz (1410-1446)
- Gustave Van de Woestyne (1881-1947)
- Hendrik Jan Wolter (1873-1952)
- Theo Wolvecamp (1925-1992)
- Grant Wood (1892-1942)
- Rik Wouters (1882-1916)
- Joseph Wright (of Derby) (1734-1797)
- Joachim Wtewael (1566-1638)
- Peter Wtewael (1596-1660)
- Margaretha Wulfraet (1678-1760)
- Mathijs Wulfraet (1648-1727)
- Andrew Wyeth (1917-2009)
- N.C. Wyeth (1882-1945)
- Geertgen Wyntges (1636-1712)

## Y
- Jacob Michiel Ydema (1901-1990)
- Jack Butler Yeats (1871-1957)
- John Butler Yeats (1839-1922)
- Hendrikus Ykelenstam (1897-04-24 - 1993-08-25)
- Joseph Yoakum (1886-1972)
- Jean d'Ypres (ca. 1508)

## Z
- Ossip Zadkine (1890-1967)
- Robert Zandvliet (1970)
- Jan van der Zee (1898-1988)
- Francesco Zerilli (1793–1837)
- Johann Georg Ziesenis (de jongere) (1716-1776)
- Johann Zoffany (1733-1810)
- Marguertie Zorach (1887-1968)
- William Zorach (1887-1966)
- Anders Zorn (1860-1920)
- Francesco Zuccarelli (1702-1788)
- Federigo Zuccaro (1543-1609)
- Francisco de Zurbarán (1598-1644)
- Piet Zwiers (1907-1965)